# Inconsciente Colectivo (banda)
Inconsciente Colectivo fue un grupo de rock en español originario de Costa Rica, fundado en el año 1989 en la provincia de Cartago, específicamente en Tres Ríos. Como tal fue uno de los grupos más influyentes y trascendentales en la historia del rock costarricense.

## Historia
Fundado en el año 1989 en Costa Rica, este grupo es considerado una leyenda dentro del rock costarricense. Debuta oficialmente en ese mismo año en el Bar Shakaska, aunque su primera presentación oficial fue en un concierto al aire libre en Tres Ríos. Luego de muchos intentos, logran ingresar a la radio de esos tiempos que casi no programaba música nacional. Fue una sola emisora que les dio la oportunidad de programar su canción debut "Avenida Central".  El principal pretexto fue la censura por la crudeza con que se evidenciaba una realidad nacional que pocos se atrevían a comentar en público, en ese entonces.  En 1990 con sus primeros integrantes, Inconsciente Colectivo estrena el tema "Avenida Central" en la radio. Esta canción logra alcanzar un gran éxito y ocupar el primer lugar en las listas de popularidad de esa emisora.  Una vez que ya contaba con cierta popularidad, otras emisoras juveniles deciden programar la canción, logrando entrar a sus listas de popularidad hasta por 10 semanas. En diciembre la banda se presenta con éxito en el concierto "Una navidad feliz", frente a miles de personas.
El año 1991 le trajo grandes cosas al grupo, como el premio nacional a "Mejor Grupo Musical", otorgado por la desaparecida Radio Uno (una de las emisoras de corte juvenil, más exitosas de ese entonces), y el premio nacional por la "Mejor Canción Nacional Rock Pop", por la canción "Frágil". Este tema logra permanecer durante 16 semanas en las listas de popularidad de las emisoras: Radio Uno, 103 "la radio joven", Columbia Estéreo, Fundación, Fabulosa y Radio Sistema Universal, convirtiéndose en un tema clave en la historia del rock costarricense. "Frágil", compuesta e interpretada por Pato. El 1 de enero de 2001, 103 La Radio Joven realizó una lista de la 103 canciones más sonadas en los 80's y 90's llamada "Los 103 clásicos de la Radio joven" Frágil fue incluida en esta lista. 103 Clásicos de La Radio Joven

En 1992 Inconsciente Colectivo logra el primer lugar entre 76 participantes en el "Festival Nacional Yamaha Pop" y también el primer lugar en la final Interamericana de este festival. Con este triunfo, el grupo clasifica para representar a Centro y Suramérica en la gran final Mundial del "Yamaha Music Quest 92" en Japón en el cual desarrolló un excelente papel a pesar de las barreras del idioma. E incluso fue el tercer lugar en la encuesta de popularidad realizada por las radioemisoras locales, para determinar cuales artistas participantes del Festival, fueron los favoritos del público y los medios. En este viaje fueron acompañados por una amiga del conocido artista Pato Barraza llamada Ana Patricia Salas ayudándoles en esa oportunidad con los coros de la presentación en vivo. En la grabación original del tema, todos los coros los efectúa el mismo Pato, además de la evidente voz principal.
Para 1993, la banda lanza un nuevo sencillo, "Sigues siempre en mi piel". También es ganador del premio "Mejor Grupo Nacional de Rock", otorgado por el Ministerio de Cultura Juventud y Deportes. Este año el grupo forma parte de la gira "Rock Tour". En 1994 graban su primer álbum, Inconsciente Colectivo, grabado en los estudios Primera Generación en Guatemala, con temas como "Avenida Central", "Frágil" (tal vez la canción más conocida del grupo), "Amor Clandestino", "Nueva Era" y "Formas de Sentir".
En 1996 alcanzan un premio nacional de "Celebridades" como "Mejor Grupo Rock", otorgado por periodistas y personajes del espectáculo en Costa Rica.

### Trío
Para el año 1997 se produjeron una serie de cambios significativos en el grupo: pasa a formato de trío, con el ingreso de Rafa Ugarte en la batería y Eduardo Carmona en el bajo. La banda sigue cosechando triunfos, como el premio a "Mejor Cantante" para Pato Barraza, otorgado por el principal periódico nacional, "La Nación" y la firma de un contrato con la casa disquera nacional Marsol Records.
En 1998 la banda presenta su segundo disco titulado:Pastillas antidepresivas, religiones y demás... para el alma, disco doble que contiene grandes éxitos de la banda y clásicos del rock costarricense como "Cautiva de mar", "Condición" y "Se me puede olvidar". Este año la banda recibe varias nominaciones por la ACAM: "Mejor Producción Discográfica" y "Mejor Compositor" para los premios ACAM 99'.
Inconsciente Colectivo regresó a escena en el "979 Unplugged", con un lleno total en el Auditorio Nacional. Con este evento Inconsciente Colectivo celebra la recuperación de su cantante (que por ese entonces había sufrido un accidente que lo había retirado de los escenarios), el 10° Aniversario de la banda y además realiza la grabación de este concierto, surgiendo así lo que llegaría a ser la 3.ª producción discográfica de la banda (y la única que registra material en vivo): Inconscierto, que consta de 11 versiones en vivo de los temas más significativos para el grupo, más un tema extra que no se había incluido en ningún disco anterior. Este álbum marca el cierre de los primeros 10 años de trabajo de la banda, sirviendo además como un "punto y aparte" en la propuesta musical del grupo.  En este concierto participan otros grandes íconos de la producción nacional como José Capmany (Q. E. P. D.) y Luis Montalbert, entre muchos otros que siempre han creído y compartido la excelencia musical de Pato.
En el 2001, firman con el sello BMG para la distribución en Costa Rica y Centroamérica de sus dos álbumes, sacando al mercado una reedición del álbum Inconsciente Colectivo y del Pastillas antidepresivas, religiones y demás para el alma, publicados originalmente en 1994 y 1998 respectivamente.

## Final
Para el año 2003, la banda lanza la que sería su última producción musical bajo este nombre, titulada Data, bajo el sello Marsol Records. El disco en general trata acerca del exceso de información que está constantemente bombardeando a la sociedad. Presenta un sonido más pesado en comparación con las anteriores producciones, sin dejar de lado la temática social propia del país en algunas de sus letras. De este disco se extrae el sencillo "Nunca vencidos", canción dedicada a Parmenio Medina.
A principios del 2004, después de haber abierto puertas significativas para la producción nacional, Inconsciente Colectivo anuncia su separación debido en buena parte a la dificultad de mantenerse económicamente en el medio costarricense y así, de esta manera, sus integrantes se enrumban en distintos proyectos personales y musicales.

## Integrantes
- Patricio "Pato" Barraza: Voz principal, guitarra y piano.
- Eduardo Carmona: Bajo y coros
- Rafa Ugarte: Batería y coros

## Otros miembros
- Marco Navarro Bajo
- Alejandro Acuña: Batería (1994–1997)
- Roy Rodríguez: Guitarra eléctrica (1992–1997)
- Johnny Rodríguez: bajo (1994–1997)
- Pablo León: Sintetizadores (1994–1997)
- Camilo Poltronieri: Guitarra eléctrica (1998–2002)
- Mauricio Gámez: Batería (1990–1993)
- Oscar Protti: bajo (1990–1993)
- Viviana Barraza: coros (1989–1991)

## Discografía

### Álbumes de estudio
- Inconsciente Colectivo (1994)
- Pastillas antidepresivas, religiones y demás... para el alma (1998)
- Data (2003)

### Reediciones
- Pastillas antidepresivas, religiones y demás para el alma (2001)
- Inconsciente Colectivo (2001)

### Álbumes en vivo
- Inconscierto (2001)

## Videografía
- Frágil
- Cautiva de mar
- Condición
- Reencarnación
- Nunca vencidos